# Metal City
Metal City è il quattordicesimo album in studio del gruppo musicale speed metal Raven, pubblicato nel 2020 dalla Steamhammer.

## Tracce
1. The Power – 3:55
2. Top of the Mountain – 3:36
3. Human Race – 3:59
4. Metal City – 3:27
5. Battlescarred – 4:45
6. Cybertron – 3:24
7. Motorheadin' – 2:42
8. Not So Easy – 3:09
9. Break – 3:39
10. When Worlds Collide – 6:15

## Formazione
- John Gallagher - voce, basso
- Mark Gallagher - chitarra
- Mike Heller - batteria